# ابن دبیثی
ابوعبدالله، محمد بن سعید بن یحیی شهرت‌یافته به ابن دُبَیثی (۲۹ ژوئن ۱۱۶۳ - ۶ نوامبر ۱۲۳۹م)  دادیار، تاریخ‌نگار، قرائت‌شناس، محدث، ادیب و شاعر عراقی بود. «ذیل علی تاریخ السمعانی»، «تاریخ واسط» از آثار اوست.     